# Chalcopsitta
A Chalcopsitta a madarak osztályának papagájalakúak (Psittaciformes) rendjébe és a szakállaspapagáj-félék (Psittaculidae) családjába, azon belül a lóriformák (Loriinae) alcsaládjába tartozó nem.

## Megjelenésük
Középnagy papagájok, hosszú lekerekített farokkal. Az alsó csőrkáva bázisánál csupasz bőrfelület található, amely színe a csőrével egyezik meg. Tarkótájékon keskeny, csúcsos tollak vannak. A nemek küllemre egyformák. A fiatalok farka csúcsban végződik, csak később veszi fel jellegzetes formáját.

## Rendszerezésük
A nembe jelenleg az alábbi 3 faj tartozik:
- Fekete lóri (Chalcopsitta atra), korábban gyászlóri
- Barna lóri (Chalcopsitta duivenbodei)
- Csillámló lóri (Chalcopsitta scintillata)

Átsorolva a Pseudeos nembe - 1 faj
- Kardinális lóri (Pseudeos cardinalis)